# Ahinsá
Ahinsá (sanskrt अहिंसा – ahiṃsā – nenásilí) je forma principu nenásilí, morální náboženská zásada hinduismu, buddhismu a džinismu spočívající v úctě ke všemu živému, zákazu zabíjení a ochraně všech živých bytostí před násilím – lidí, zvířat a v džinismu také rostlin a země. Lidé, kteří vyznávají myšlenku ahinsy jsou často vegetariáni a vegané.
Za nenásilí se tradičně považuje i násilí v souladu s dharmou, čili na ochranu vyšších zákonů a živých bytostí.
Podle tradic bhakti je za nejvyšší úroveň nenásilí považováno šíření duchovního poznání, které živým bytostem umožňuje vysvobození z koloběhu převtělování (samsára).
Myšlenka nenásilí byla uplatňována Mahátmou Gándhím při prosazování nezávislosti Indie.